# Hallisch
Das Hallische (auch Hallensisch oder Hallesch) ist ein Dialekt, der sich auf die kreisfreie Stadt Halle (Saale) bezieht. In der Stadt Halle und den umliegenden im Saalekreis gelegenen Ortschaften ist der Dialekt noch voll ausgeprägt. Hallisch entwickelte sich sprachgeschichtlich von einer ursprünglich niederdeutschen Stadtmundart zu einer ostmitteldeutsch geprägten städtischen Umgangssprache an der Grenze vom obersächsischen zum thüringischen Sprachgebiet. Der Dialekt wird aufgrund der Grenzlage einerseits dem Obersächsischen Nordosterländischen, andererseits dem Nordostthüringischen zugerechnet und hat typische sprachliche Eigenheiten auf allen Sprachebenen.
Typische Wörter, die nur in der Stadt Halle und umliegenden Dörfern verwendet werden, entstammen der „Glauchschen Mundart“ bzw. dem „Lattcherschmus“, einer stark ans rotwelsche angelehnten Dialektik, die im Hallischen Stadtteil Glaucha gesprochen wurde.

## Beispiele für Reduktion, Zentralisierung, Entrundung sowie Entstimmlichung
- p, t, k wird zu b bzw. f, d, g  z. B. pfeffern zu feffrn, Teufel zu Deiwl
- g- wird zu j- z. B. gehen zu jehn, geboren zu jeborn
- ng- wird zu nk- z. B. jung zu junk
- -oden wird zu oddn z. B. Boden zu Boddn
- -en wird zu -m, -n oder fällt ganz weg z. B. treiben zu dreim, kommen zu gomm, fangen zu fang
- -pfen wird zu -bn z. B. hüpfen zu hübn, dampfen zu dambn
- -nd wird zu -nn z. B. Kinder zu Kinnor
- -er und -ir wird zu -or oder -r z. B. der zu dor, mir zu mor oder mr
- Verb und nachfolgendes Pronomen werden zusammengezogen, z. B. „hat er“ zu „hatte“, „sagt er“ zu „saate“ oder „machst du“ zu „machste“

Quellen: 

## Beispielwörter und -sätze

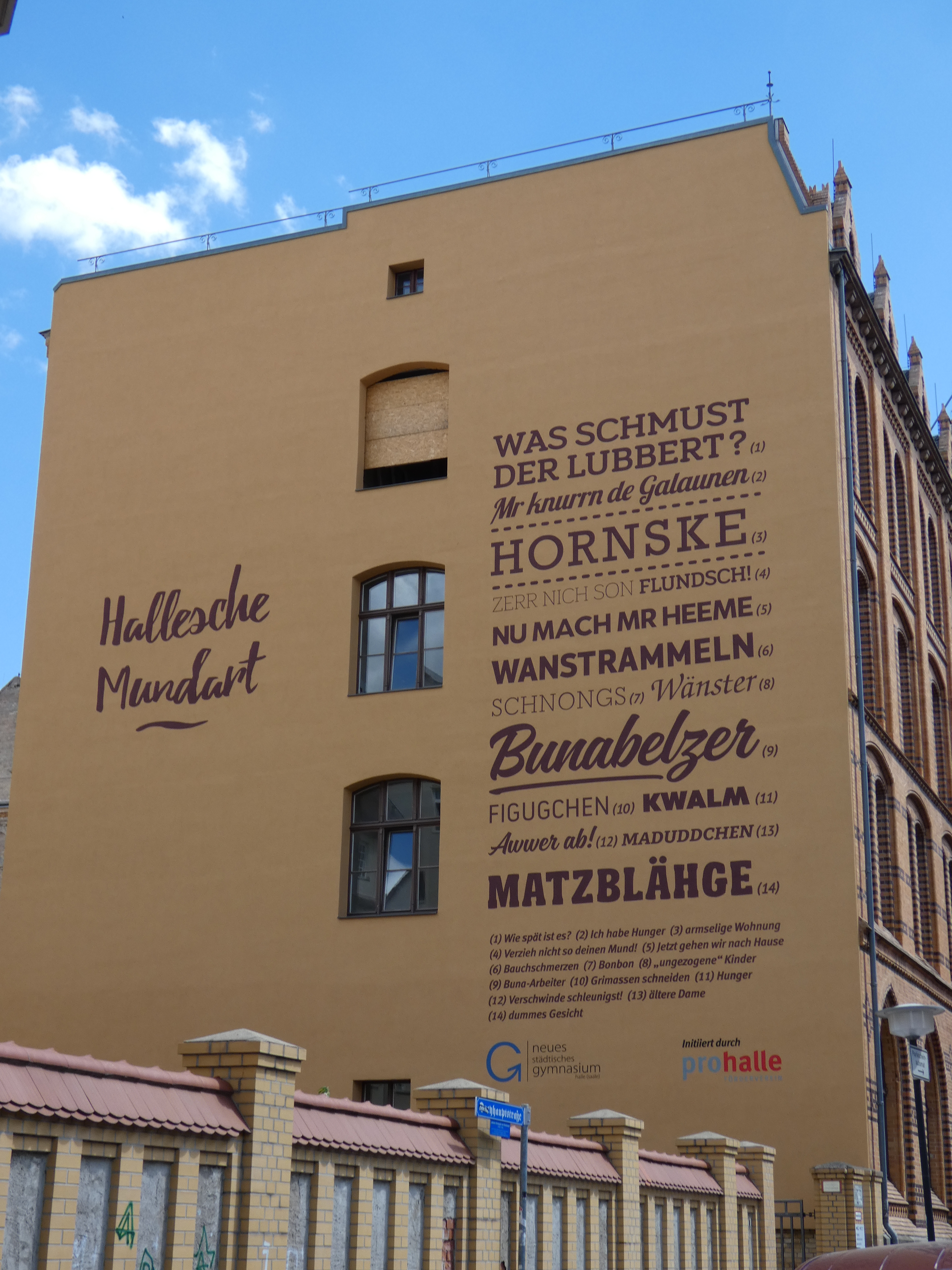
Giebelgestaltung mit halleschen Dialektbegriffen in der Dreyhauptstraße

| Hallisch                                                      | Hochdeutsch                                                      |
| ------------------------------------------------------------- | ---------------------------------------------------------------- |
| Bärschde                                                      | Bürste                                                           |
| Bemme                                                         | Brotscheibe                                                      |
| Bottn                                                         | Schuhe                                                           |
| Dust                                                          | Idiot                                                            |
| Ganker                                                        | Weberknecht                                                      |
| Haste mr nich jesähn?                                         | Hast du mich nicht gesehen?                                      |
| Heeme                                                         | (zu) Hause                                                       |
| Ich hawwe keen Jeld nich(e).                                  | Ich habe kein Geld.                                              |
| Ich hawwe niemand nich jesähn.                                | Ich habe niemanden gesehen.                                      |
| Jib mich ma ne Mark.                                          | Gib mir mal eine Mark.                                           |
| Kerls / Scheeks(er)                                           | Junge(n)                                                         |
| Kleeche                                                       | schwere Arbeit                                                   |
| kniepen                                                       | kneifen oder kreischen                                           |
| Kopp/Nischl/Dätz                                              | Kopf                                                             |
| Mächens / Ische(n)                                            | Mädchen                                                          |
| Majum (obsolet; von hebräisch majim „Wasser“), Räächn (heute) | Regen                                                            |
| mausen/mopsen                                                 | wegnehmen/stehlen/klauen                                         |
| meiner/meinor                                                 | freundliche Ansprache von (auch unbekannten) Menschen und Tieren |
| Motschekiebchen                                               | Marienkäfer                                                      |
| nüwwer                                                        | hinüber                                                          |
| Quien/Kwien                                                   | Hund                                                             |
| rüwwer                                                        | (he)rüber                                                        |
| Schnazjer/Schnazcher/Dilpsch                                  | Spatz/Sperling bzw. allg. für Vögel                              |
| Schnongs                                                      | Bonbon                                                           |

Quellen: 